# Broadway: Brooklyn
Broadway: Brooklyn er en dokumentarfilm fra 2003 instrueret af Sidse Kirstine Kjær efter eget manuskript.

## Handling
En dansk dokumentarist bosætter sig i Brooklyn. Et mord bliver startskuddet til en film om ghettoen og jagten på oplysninger om mordet. Politiet og de lokale beboere er afvisende. Et x-bandemedlem, en stikker og en optimistisk kebab-sælger giver et nutidigt og historisk portræt af det kriminelle miljø. Dokumentaristen bliver til sidst pågående overfor politiet, der omsider frigiver oplysninger om mordet.